# Apamée
Pour les articles homonymes, voir Apamée (homonymie).
Apamée (en grec ancien Ἀπάμεια, Apameia ; arabe : آفاميا, Afamia), actuel Qal`at al-Madhīq, est un site archéologique en Syrie, situé près de l'Oronte, à 55 km au nord-ouest de Hama.

## Histoire
L'occupation du site remonte au Paléolithique. À l'âge du bronze, on peut probablement identifier le site avec la cité de Nija, connue par des textes égyptiens, akkadiens et hittites. À l'époque perse (Ve siècle av. J.-C.), la ville s'appelait Pharnaké. 
Après la conquête de la région par Alexandre le Grand, elle devint une colonie macédonienne et prit le nom de Pella. Selon une nouvelle source historique et iconographique de l'Antiquité tardive, la fondation de Pella eut lieu en 320 av. J.-C., trois ans après la mort d’Alexandre le Grand. La colonie fut fondée à l’initiative d’Antipater et organisée à l’initiative de Cassandre.

### Apamée hellénistique
Pendant la période hellénistique, peu après mai 300 av. J.-C., le roi séleucide Séleucos Ier la fonda sur un site presque vierge et lui donna le nom d'Apamée en l'honneur de sa première épouse perse Apama. La ville faisait partie des quatre grandes fondations séleucides de la tétrapole syrienne avec Séleucie de Piérie, sa capitale, Antioche sur l'Oronte, et Laodicée sur mer. Elle se situe en bordure d'un plateau, à l'est du Ghāb, sur une éminence qui domine une vaste plaine fertile. Elle présente le type habituel d'urbanisme colonial qui se caractérise par un plan régulier à damier, avec des îlots rectangulaires, à l'intérieur d'une immense enceinte.
La ville connut un brusque développement au IIe siècle av. J.-C., signe d'accroissement démographique et de prospérité. On construisit alors un mur d'enceinte de près de 7 km de circonférence. Ses fondations avaient été creusées la plupart du temps de manière à la faire reposer sur la roche, moyen d’éviter les sapes. L’enceinte était défendue par 40 colonnes. D'après le savant et géographe Posidonios, originaire d'Apamée, la ville faisait partie au IIe siècle av. J.-C. des quatre satrapies qui formaient la Séleucide (Syrie du Nord). Elle avait en outre la réputation d'être une ville militaire, car elle abritait non seulement l'armée séleucide avec les haras royaux et les chevaux de la cavalerie, mais aussi les 500 éléphants qui furent l'élément le plus spectaculaire de cette armée jusqu'à la paix d'Apamée en 188 av. J.-C..
Le 13 décembre 115 av. J.-C., la ville est détruite par un tremblement de terre. La majorité des vestiges que l’on peut observer sont postérieurs à cette date. Cette destruction fut l’occasion de pratiquer une véritable percée dans le plan hippodamien : on construisit un vaste théâtre, le plus grand de Syrie avec un diamètre de 139 m, la grande colonnade fut prolongée avec des portiques et des boutiques construites au-delà de la porte nord, sur une largeur de 40 m et une longueur de 1850 m. Les thermes d’Agrippa sont reconstruits dans les années 116-117. 
À la faveur de la situation troublée créée par les querelles dynastiques en Syrie, plusieurs villes acquirent leur autonomie : Apamée inaugura ainsi une ère de la liberté en émettant une monnaie d'argent, signe de son indépendance, en 76-75 av. J.-C., sous Tigrane II d'Arménie. L'intervention romaine mit fin peu après à la période séleucide.

### Apamée romaine
Lorsque Pompée arriva en Syrie en 64 av. J.-C., il était décidé à la réduire en province romaine. Apamée et Antioche furent prises. Lors du recensement effectué par le légat d'Auguste propréteur de Syrie, Publius Sulpicius Quirinius, en 6 apr. J.-C., la ville conservait toute son importance : elle comptait 117 000 hommes libres, soit quelque 500 000 habitants si l'on inclut les esclaves et les ruraux non citoyens. Mais en 47, puis de nouveau en 115, Apamée fut victime d'un tremblement de terre centré sur Antioche et qui occasionna de graves dommages, entraînant une reconstruction quasi complète. Les thermes offerts par un riche habitant d'Apamée du nom de Lucius Julius Agrippa furent édifiés après 115. À partir du début du IIe siècle, on embellit la cité avec de longues rues à colonnades et à portiques à l'allure grandiose, des aqueducs, des macella et des temples sur podium élevé comme le Tycheion. Parallèlement l'habitat urbain s'ornait de vastes demeures à péristyle décorées de mosaïques et enrichies d'un mobilier de marbre.
Au cours du IIIe siècle, pour faire face aux offensives des Perses sassanides de Shapur Ier contre la Syrie, les remparts furent renforcés et l'on y ajouta des tours. La ville abrita à plusieurs reprises les quartiers d'hiver de la Legio II Parthica. Au Ve siècle, elle devint le chef-lieu de la province de Syrie seconde.
Pendant la période byzantine, elle devint un archevêché. La ville souffrit de la guerre qui opposa les Perses aux Byzantins sous le règne de l'empereur Héraclius.

### La vie intellectuelle à Apamée
Durant l'époque hellénistique comme sous l'empire romain, Apamée fournit à la culture grecque des écoles philosophiques et des savants qui comptent parmi les plus brillants. La ville fut un centre actif d'enseignement et un courant épicurien y était représenté. Mais c'est surtout l'école platonicienne et néo-platonicienne qui exerça la plus grande influence sur les milieux cultivés, en particulier grâce aux conférences de Maxime de Tyr. Au IIe siècle, Numénios d'Apamée, considéré à la fois comme platonicien et pythagoricien, influença profondément Plotin. Son œuvre attira à Apamée Amelius Gentilianus d'Étrurie, et son enseignement fut poursuivi par Longin d'Émèse, Porphyre de Tyr et surtout le philosophe Jamblique de Chalcis du Bélos. Ce dernier fonda à Apamée une école néoplatonicienne où il enseigne de 290 environ jusqu'à 325 et exerça une influence considérable. La vigueur de la culture grecque est manifeste par le nombre important de rhéteurs, philosophes, romanciers, savants ou historiens qui se distinguèrent dans toutes les cités de Syrie, parmi lesquels le savant le plus éminent demeure sans conteste Posidonios d'Apamée.

### Apamée durant l'époque moderne
Après sa conquête par les Arabes au VIIe siècle, elle déclina lentement. Au XIIe siècle, croisés et musulmans se disputèrent le site, connu sous le nom d'Afamya. Deux séismes particulièrement violents (1152 et 1170) détruisirent pratiquement complètement le site antique. Ce qui restait d'habitants se réfugia sur l'acropole antique surplombant la plaine, où se situe le village de Qal`at al-Madhīq (« citadelle du défilé »).

## Site archéologique
Les ruines occupent une superficie de 255 hectares, dont une partie seulement a été fouillée. Les fouilles d'Apamée ne commencèrent qu'au XXe siècle, à l'initiative du Belge Franz Cumont, qui avait visité la région en 1928. Financée par le Fonds national de la recherche scientifique et le musée du Cinquantenaire, la première mission archéologique belge eut lieu en 1930. D'autres campagnes de fouilles suivirent tout au long des années 1930, sous la direction de Fernand Mayence et d'Henri Lacoste.
Les ruines datent principalement de l'époque romaine. Les Romains conservèrent le plan orthogonal de la ville hellénistique. L'enceinte, longue de 7 km, est garnie de cinquante tours et de quatre portes. Elle date pour l'essentiel de l'époque hellénistique avec des réfections à l'époque romaine et à l'époque byzantine. Elle a été restaurée à l'époque moderne.

### Colonnes ducardo maximus
Le cardo maximus était l'axe principal de la ville : les dimensions de cette avenue à colonnade sont tout à fait exceptionnelles, avec une chaussée large de 24 m, et près de 40 m d'un mur à l'autre, tandis que la rue s'étend sur une longueur de près de deux kilomètres ; cet axe est bordé des deux côtés par un portique de 7 m de large, construit au lendemain du tremblement de terre de 115. Il est constitué de colonnes lisses, de colonnes rudentées à cannelures droites et de colonnes à cannelures torses. Au croisement du cardo et d'une rue latérale se dresse une colonne votive de 14 m de haut.

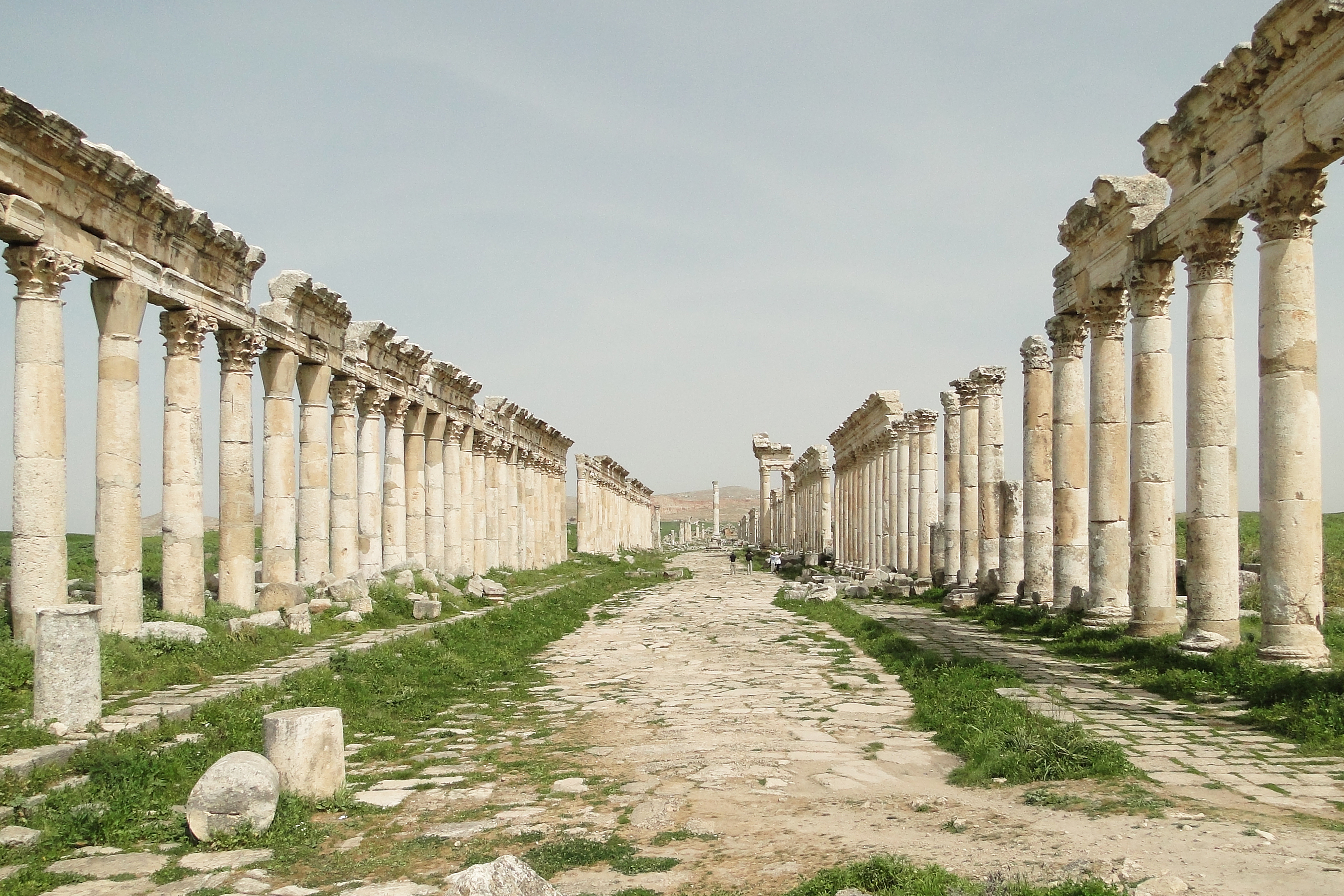
Portiques du cardo maximus
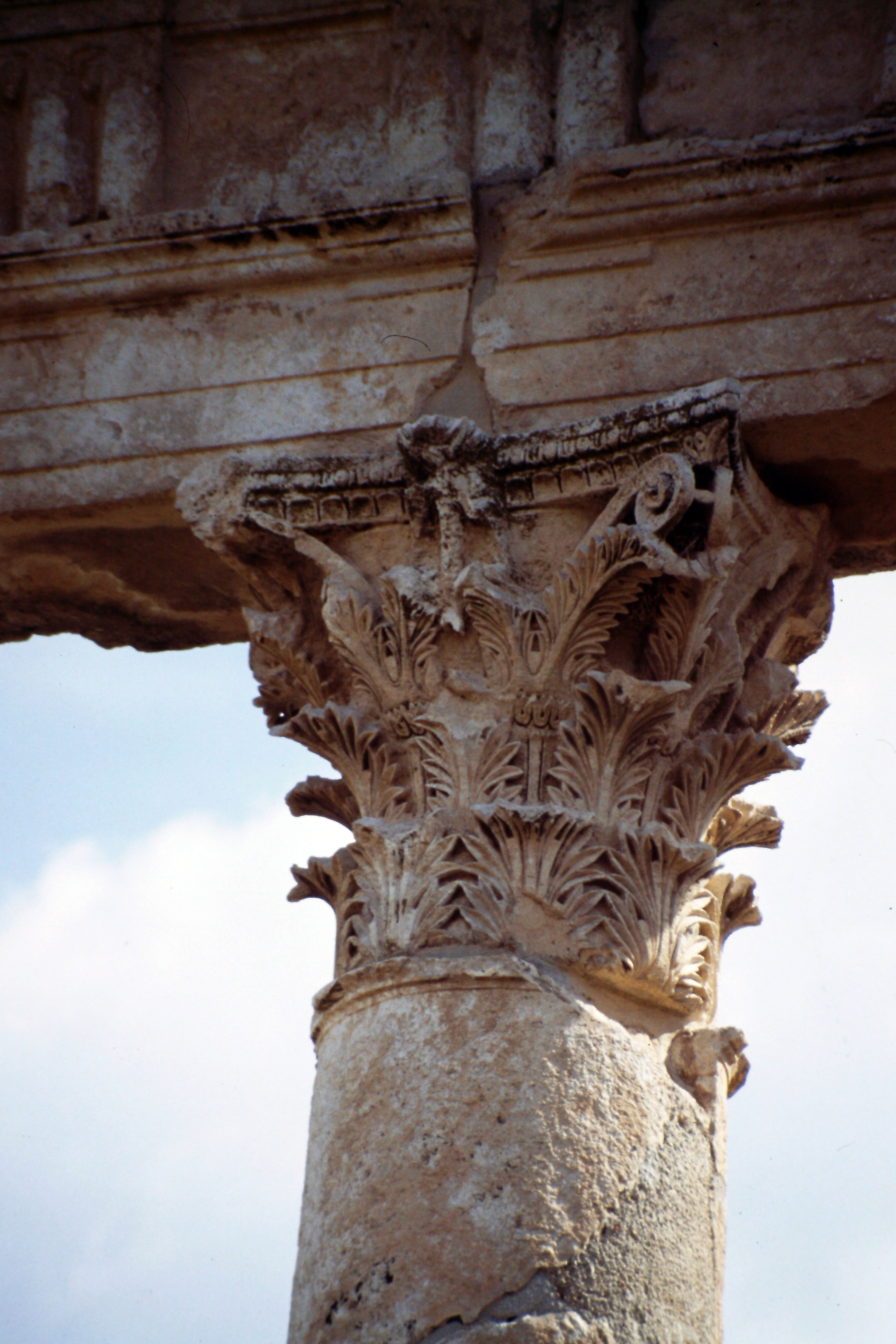
Chapiteau corinthien
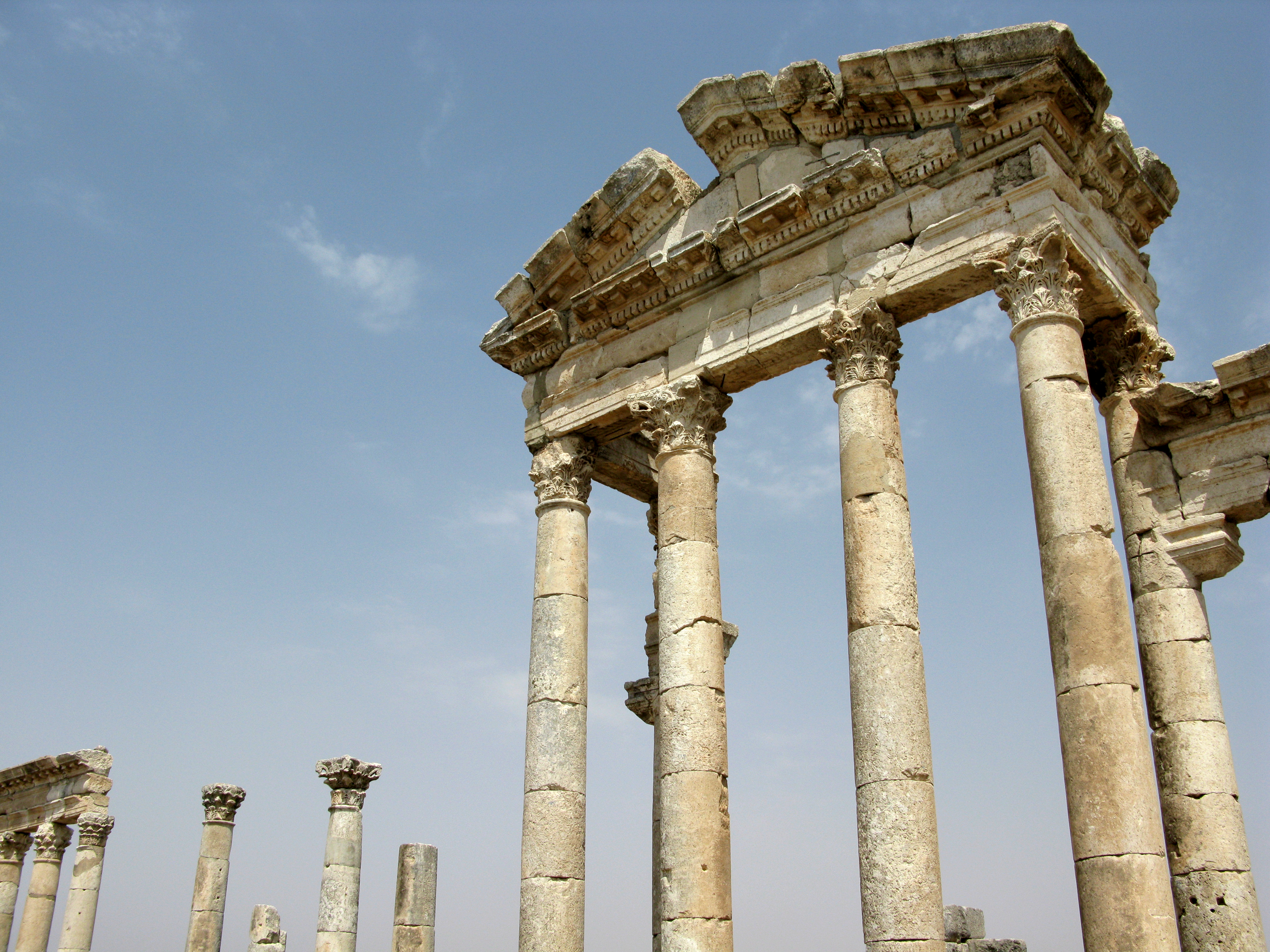
Façade du portique

### Théâtre
Le théâtre, d'un diamètre de 139 m, est l'un des plus grands du monde antique. Moins bien conservé que celui de Bosra, il servit de forteresse au Moyen Âge. On distingue encore la cavea et une partie du mur de scène.

### La ville, les mosaïques
Parmi les demeures fouillées dans le quartier sud-est, on peut distinguer l'édifice « au triclinos », constitué d'un ensemble de près de 80 pièces autour d'un péristyle. Il servait peut-être de résidence au gouverneur de la Syrie seconde. Il est remarquable par ses nombreuses mosaïques, notamment la grande mosaïque de la Chasse, la mosaïque des Amazones, en partie détruite et volée en 1968, restituée en 1974, une composition où apparaissent entre les Sept sages de la Grèce des paysages alexandrins, et une autre composition figurant Gê, allégorie de la Terre, entourée des Saisons.
L'église à atrium a été bâtie en 420, à l'emplacement d'une synagogue qui possédait un pavement à mosaïques à décor géométrique. Elle doit son nom à l'atrium qui précède l'édifice.
À la suite de la révolte syrienne de 2011-2012, le site archéologique d'Apamée, comme celui de Palmyre, est exposé à la destruction et aux pillages.

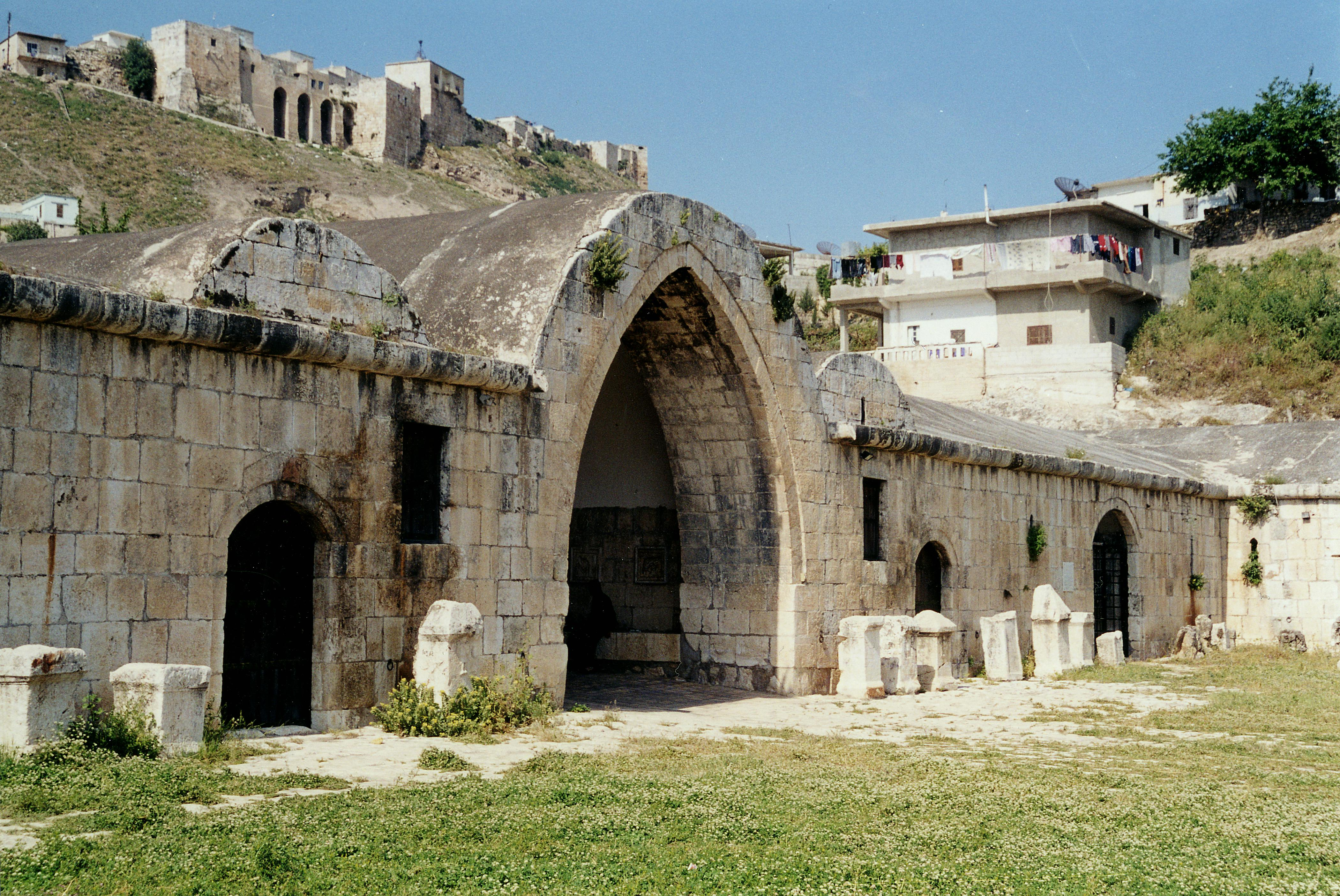
Cour et entrée du musée d'Apamée, en 2002.
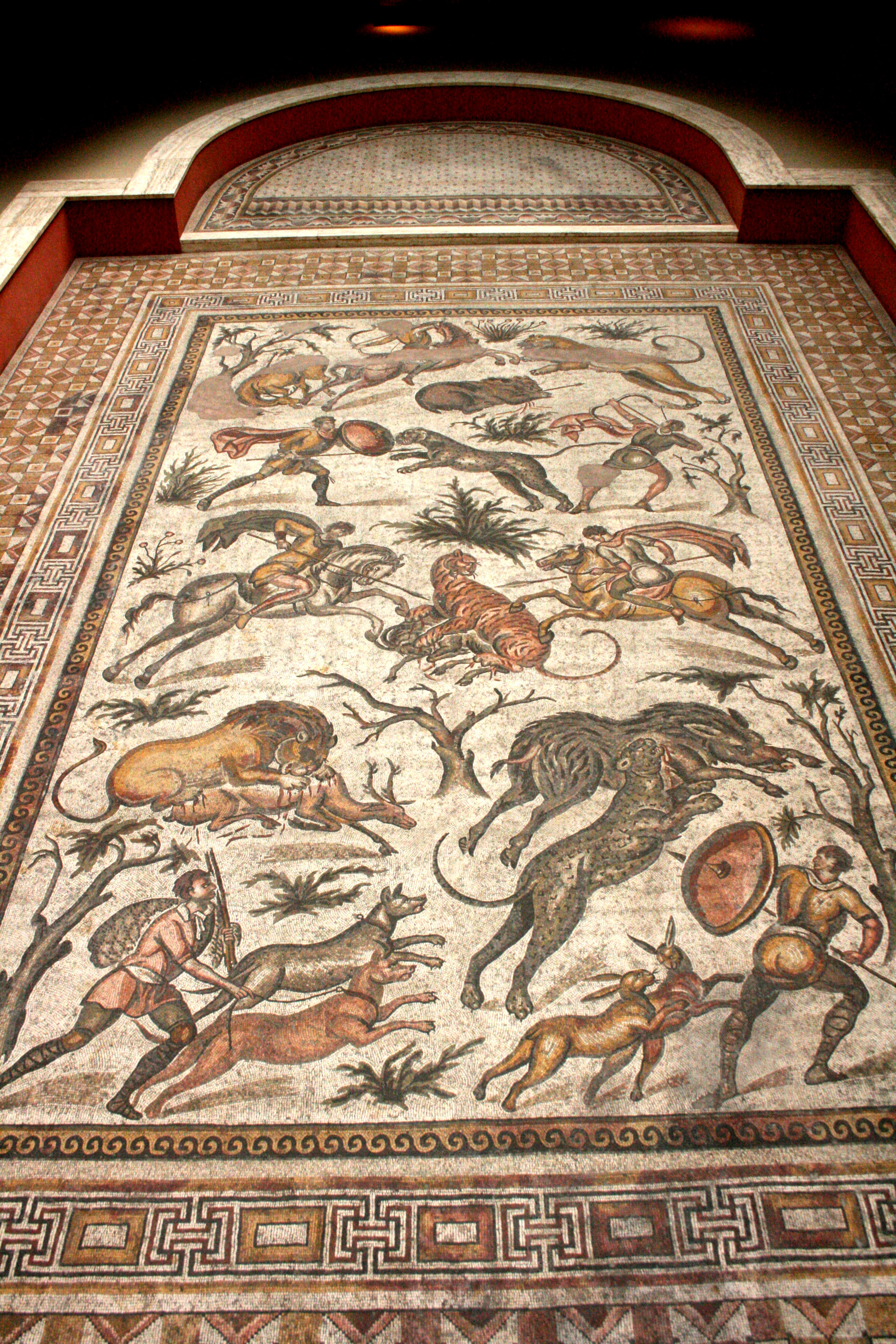
Grande mosaïque de la Chasse, musée du Cinquantenaire, Bruxelles.
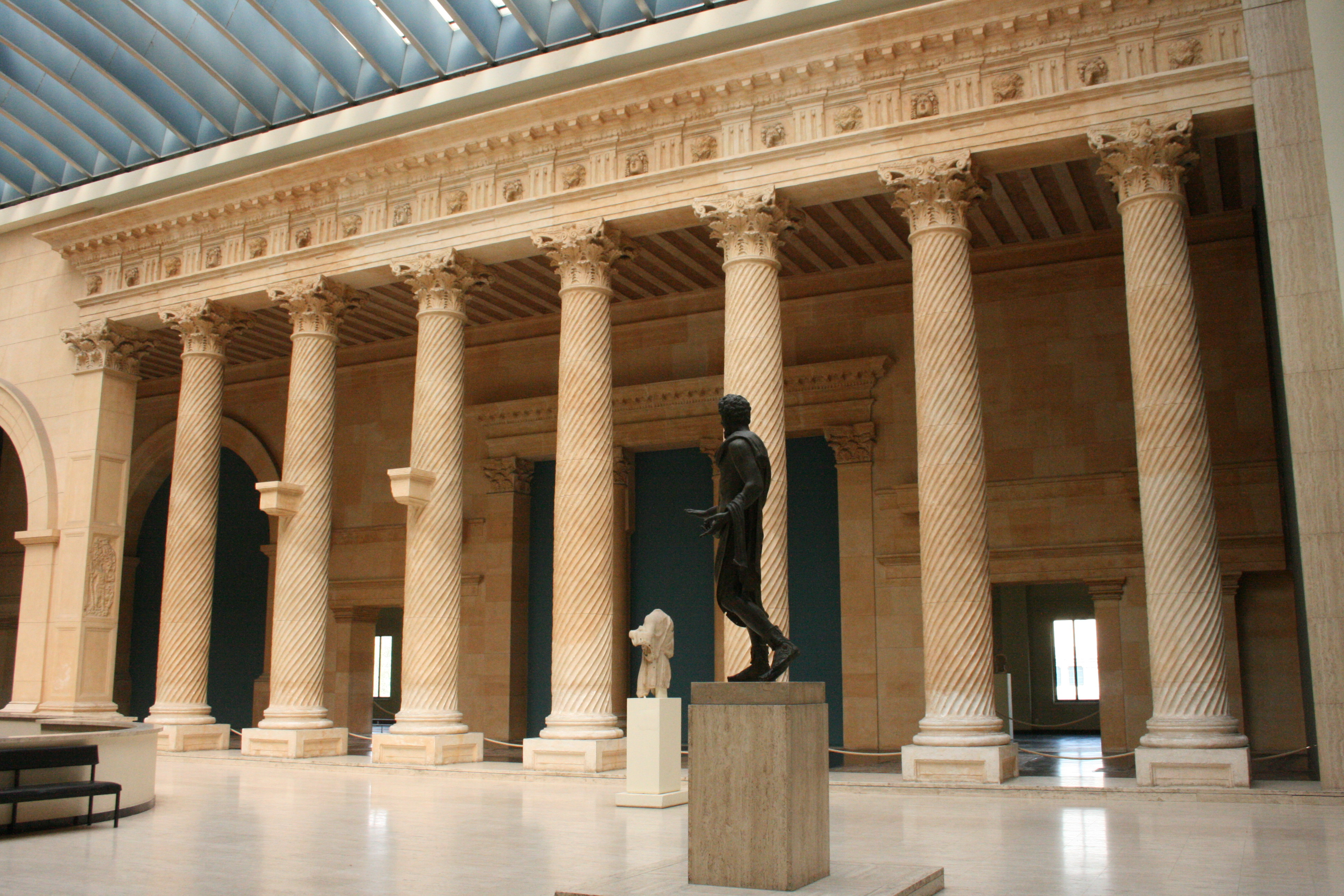
Section de la colonnade du cardo maximus avec colonnes à cannelures torses (musée du Cinquantenaire, Bruxelles).

## Personnalités originaires d'Apamée
Jamblique de Chalcis (né vers 242 à Chalcis (Syrie) / 325 à ???). Philosophe néo-platonicien.
Poseidonios d’Apamée, naît à Apamée en 135 et mort à Rome en 51, il fut un philosophe adepte du stoïcisme.
Évagre le Scolastique, célèbre historien grec.